# Alexander Payne
Constantine Alexander Payne (n. 10 februarie 1961, Omaha, Nebraska, SUA) este un regizor și scenarist american. Filmele sale sunt caracterizate de un puternic simț al umorului, satirizând societatea americană actuală. A câștigat două premii Oscar, un premiu BAFTA și două Globuri de Aur. Este fiul unor emigranți greci. Bunicul său, la sosirea în Statele Unite, a înlocuit numele de familie Papadopoulos cu Payne. A primit și cetățenie greacă, datorită legăturii de familie.

## Filmografie

### Scurtmetraj
| An   | Titlu                 | Regizor | Scenarist | Producător | Note                       |
| ---- | --------------------- | ------- | --------- | ---------- | -------------------------- |
| 1985 | Carmen                | Da      | Da        | Nu         |                            |
| 1990 | The Passion of Martin | Da      | Da        | Da         |                            |
| 2006 | 14e arrondissement    | Da      | Da        | Nu         | Segmentul Paris, je t'aime |

### Film
| An   | Titlu                | Regizor | Scenarist | Producător |
| ---- | -------------------- | ------- | --------- | ---------- |
| 1996 | Citizen Ruth         | Da      | Da        | Nu         |
| 1999 | Election             | Da      | Da        | Nu         |
| 2002 | Totul despre Schmidt | Da      | Da        | Nu         |
| 2004 | In vino veritas      | Da      | Da        | Nu         |
| 2011 | Descendenții         | Da      | Da        | Da         |
| 2013 | Nebraska             | Da      | Nu        | Nu         |
| 2017 | Downsizing           | Da      | Da        | Da         |
| 2023 | The Holdovers        | Da      | Nu        | Nu         |

| Producător executiv - The Assassination of Richard Nixon (2004) - Gray Matters (2006) - The Savages (2007) - Sideways (2009) - Kumiko, the Treasure Hunter (2014) - Crash Pad (2017) - Small Town Wisconsin (2020) | Producător - King of California (2007) - Cedar Rapids (2011) Doar scenarist - Meet the Parents (2000) (nemenționat) - Jurassic Park III (2001) - I Now Pronounce You Chuck and Larry (2007) |  |

### Televiziune
| An   | Titlu | Regizor | Producător executiv | Episod          |
| ---- | ----- | ------- | ------------------- | --------------- |
| 2009 | Hung  | Da      | Da                  | "Pilot" (S1 E1) |